# Frankston Blues
Die Frankston Blues waren eine professionelle Basketball-Mannschaft der australasischen National Basketball League (NBL) aus der im australischen Bundesstaat Victoria gelegenen Stadt Melbourne. Das Team gründete sich 1981 als Frankston Bears und nahm 1986 den Namen Bayside Blues an. Nach der Saison 1984 zogen sie sich aus der NBL zurück und treten seitdem in der halbprofessionellen NBL1 South an, seit 1994 als Frankston Blues.

## Saisonbilanzen in der NBL
- Meister der NBL
- Vizemeister der NBL

| Saison | Platz | Spiele | Siege | Niederlagen | Siegquote in % | PlayOffs           |
| ------ | ----- | ------ | ----- | ----------- | -------------- | ------------------ |
| 1983   | 6     | 22     | 6     | 16          | 27,3           | nicht qualifiziert |
| 1984   | 8     | 24     | 10    | 14          | 41,7           | nicht qualifiziert |

## Trainerhistorie
- Tony Gaze: 1983–1984